# Calliephialtes sittenfeldae
Calliephialtes sittenfeldae är en stekelart som beskrevs av Gauld, Ugalde och Paul E. Hanson 1998. Calliephialtes sittenfeldae ingår i släktet Calliephialtes och familjen brokparasitsteklar. Inga underarter finns listade.